# Fab Melo
Fabricio Paulino de Melo dit Fab Melo, né le 20 juin 1990 à Juiz de Fora et mort le 11 février 2017 dans la même ville, est un joueur brésilien de basket-ball. Il mesurait 2,13 m et jouait au poste de pivot.

## Biographie

### Carrière universitaire
Fab Melo intègre l'équipe universitaire des Orange de Syracuse en 2010. Pour sa deuxième année (sophomore), il est élu meilleur défenseur de l'année de la Big East Conference (Big East Defensive Player of the Year). Des problèmes universitaires l'empêchent de participer au tournoi final NCAA 2012.

### Carrière professionnelle
Fab Melo se présente à la draft 2012 de la NBA et est choisi en 22e position par les Celtics de Boston le 28 juin 2012. Le 3 juillet 2012, il signe un contrat rookie avec les Celtics. Il dispute six matches en NBA avec Boston durant la saison NBA 2012-2013 mais il est envoyé plusieurs fois en D-League chez les Red Claws du Maine. Le 22 décembre 2012, lors de la défaite 85 à 78 chez les BayHawks d'Érié, Melo réalise un triple-double et établit le nouveau record de contres sur une rencontre dans l'histoire de la D-League avec 14 tirs repoussés ; il marque aussi 15 points et prend 16 rebonds pour enregistrer le troisième triple-double dans l'histoire de l'équipe des Red Claws. À la fin de la saison, il est nommé dans le meilleur cinq défensif et le meilleur cinq des rookies de l'année en D-League.
Le 15 août 2013, Melo est transféré chez les Grizzlies de Memphis en échange de Donté Greene. Le 30 août 2013, il est libéré par les Grizzlies.
Le 10 septembre 2013, Melo signe avec les Mavericks de Dallas. Mais, le 22 octobre, il est remercié par les Mavericks.
Le 22 janvier 2014, Melo est transféré chez les Legends du Texas en D-League.
Le 1er août 2014, Melo signe avec l'équipe brésilienne du Club Athlético Paulistano en NBB. Toutefois, il ne dispute aucune rencontre avec l'équipe de Paulistano. Le 7 avril 2015, il signe avec les Caciques de Humacao (en) au Porto Rico mais il quitte l'équipe avant même d'avoir disputé une rencontre avec elle.
Le 28 novembre 2015, Melo signe avec le Liga Sorocabana (en) au Brésil pour le reste de la saison 2015-2016. En octobre 2016, il rejoint l'UniCEUB Brasilia.

### Décès
Melo meurt le 11 février 2017, à l'âge de 26 ans au Brésil durant son sommeil. Il a été retrouvé mort à son domicile de Juiz de Fora ; des sources affirment qu'il est allé au lit et a été découvert mort le lendemain matin par sa mère.

## Statistiques

### Universitaires
| Saison    | Équipe   | Matchs | Titul. | Min./m | % Tir | % 3pts | % LF | Rbds/m. | Pass/m. | Int/m. | Ctr/m. | Pts/m. |
| --------- | -------- | ------ | ------ | ------ | ----- | ------ | ---- | ------- | ------- | ------ | ------ | ------ |
| 2010-2011 | Syracuse | 32     | 24     | 10,2   | 61,8  | 0,0    | 36,0 | 2,06    | 0,25    | 0,28   | 0,78   | 2,41   |
| 2011-2012 | Syracuse | 30     | 29     | 25,3   | 56,6  | 0,0    | 63,3 | 5,83    | 0,67    | 0,50   | 2,90   | 7,80   |
| Total     |          | 62     | 53     | 17,5   | 57,9  | 0,0    | 55,3 | 3,89    | 0,45    | 0,39   | 1,81   | 5,02   |

### Professionnels

#### Saison régulière NBA
| Saison    | Équipe | Matchs | Titul. | Min./m | % Tir | % 3pts | % LF | Rbds/m. | Pass/m. | Int/m. | Ctr/m. | Pts/m. |
| --------- | ------ | ------ | ------ | ------ | ----- | ------ | ---- | ------- | ------- | ------ | ------ | ------ |
| 2012-2013 | Boston | 6      | 0      | 6,0    | 50,0  | 0,0    | 25,0 | 0,50    | 0,00    | 0,33   | 0,33   | 1,17   |

#### D-League

##### Saison régulière
| Saison    | Équipe | Matchs | Titul. | Min./m | % Tir | % 3pts | % LF | Rbds/m. | Pass/m. | Int/m. | Ctr/m. | Pts/m. |
| --------- | ------ | ------ | ------ | ------ | ----- | ------ | ---- | ------- | ------- | ------ | ------ | ------ |
| 2012-2013 | Maine  | 33     | 31     | 26,2   | 51,5  | 0,0    | 67,6 | 5,97    | 0,79    | 0,45   | 3,12   | 9,82   |
| 2013-2014 | Texas  | 20     | 4      | 14,0   | 48,4  | 0,0    | 55,6 | 3,85    | 0,60    | 0,35   | 0,80   | 5,50   |
| Total     |        | 53     | 35     | 21,6   | 50,7  | 0,0    | 63,6 | 5,17    | 0,72    | 0,42   | 2,25   | 8,19   |

##### Playoffs
| Saison    | Équipe | Matchs | Titul. | Min./m | % Tir | % 3pts | % LF | Rbds/m. | Pass/m. | Int/m. | Ctr/m. | Pts/m. |
| --------- | ------ | ------ | ------ | ------ | ----- | ------ | ---- | ------- | ------- | ------ | ------ | ------ |
| 2012-2013 | Maine  | 2      | 2      | 22,9   | 50,0  | 0,0    | 42,9 | 7,50    | 1,00    | 1,50   | 0,50   | 8,50   |

#### Brésil
| Saison    | Équipe                          | Matchs | Titul. | Min./m | % Tir | % 3pts | % LF | Rbds/m. | Pass/m. | Int/m. | Ctr/m. | Pts/m. |
| --------- | ------------------------------- | ------ | ------ | ------ | ----- | ------ | ---- | ------- | ------- | ------ | ------ | ------ |
| 2015-2016 | Liga Sorocabana (en) (NBB)      | 17     | 12     | 22,9   | 50,6  | 45,5   | 68,8 | 5,82    | 1,06    | 0,65   | 1,35   | 11,59  |
| 2016-2017 | UniCEUB Brasilia (Sudamericana) | 6      | 0      | 12,7   | 47,6  | 0,0    | 57,1 | 4,17    | 0,67    | 0,17   | 1,17   | 4,00   |
| 2016-2017 | UniCEUB Brasilia (NBB)          | 1      | 0      | 2,8    | 50,0  | 0,0    | 0,0  | 1,00    | 0,00    | 0,00   | 0,00   | 2,00   |

## Palmarès
- NBA D-League All-Rookie First Team (2013)
- NBA D-League All-Defensive First Team (2013)
- Big East Defensive Player of the Year (2012)
- Third-team Parade All-American (2010)
- McDonald’s All-American (2010)